# Batesanthus purpureus
Batesanthus purpureus là một loài thực vật có hoa trong họ La bố ma. Loài này được Nicholas Edward Brown mô tả khoa học đầu tiên năm 1896.

## Phân bố
Loài này có tại Cameroon, Cộng hòa Dân chủ Congo, Cộng hòa Trung Phi, Gabon, Bờ Biển Ngà, Liberia, Nigeria. The Plant List hiện tại coi Batesanthus talbotii là loài tách biệt.